# Torcik podano
Torcik podano (ang. Let Them Eat Cake) – brytyjski kostiumowy serial komediowy, wyprodukowany przez wytwórnię Tiger Aspect Productions dla BBC i emitowany po raz pierwszy od 9 września do 14 października 1999 na antenie BBC One. Zrealizowano jedną serię, liczącą sześć odcinków. Pomysłodawcą i scenarzystą serialu był Peter Learmouth, zaś w rolach głównych wystąpił znany żeński duet komediowy Dawn French i Jennifer Saunders. 

## Opis fabuły
Akcja serialu rozgrywa się w 1782 roku w pałacu wersalskim, na dworze króla Francji Ludwika XVI i jego żony, królowej Marii Antoniny. Fabuła koncentruje się na życiu bogatych arystokratek przebywających w pałacu w charakterze dam dworu, w szczególności na rywalizacji między dwiema spośród nich: hrabiną de Vache i panią de Plonge. Istotną rolę w ich intrygach odgrywają również ich służący, bez których ówczesna francuska elita nie wyobraża sobie życia i nie jest w stanie wykonać nawet najprostszych czynności. 

## Bohaterowie i obsada
Wytłuszczonym drukiem podano nazwiska bohaterów, w nawiasach odtwórców ich ról.
- Colombine, hrabina de Vache (Jennifer Saunders) - postać stanowiąca wyjątkowo złośliwą parodię francuskiej arystokracji doby przedrewolucyjnej. Colombine zdobyła wpływy i pieniądze najpierw dzięki małżeństwu ze starym i mało atrakcyjnym hrabią, a następnie za sprawą skrupulatnego zbierania informacji o wstydliwych sekretach wszystkich ważnych postaci dworu. Wiedza ta powoduje, że wszyscy darzą ją bardzo nieszczerym szacunkiem, w rzeczywistości jej nienawidząc. Jest mało inteligentna i bardzo mocno uzależniona w codziennym funkcjonowaniu od pary swoich lojalnych służących. Jej apartament w pałacu wersalskim stanowi miejsce akcji znacznej części scen serialu.
- Lisette (Dawn French) - wierna służąca hrabiny, która wcześniej pracowała jako prostytutka. Nawet będąc na dworze, pozostaje nieco nieokrzesaną nimfomanką. Pomimo pulchnej figury, posiada niezwykłą wprost umiejętność uwodzenia mężczyzn. Jest silną osobowością, twardo stąpa po ziemi, w czym zdecydowanie uzupełnia nieco oderwaną od rzeczywistości hrabinę.
- Bouffant (Adrian Scarborough) - drugi służący hrabiny, wyróżniający się w jej otoczeniu inteligencją, ale także uczciwością i wrażliwością. Prywatnie homoseksualista. Choć hrabina i Lisette generalnie traktują mężczyzn dość instrumentalnie i cynicznie, Bouffant cieszy się szczególnym statusem, będąc dopuszczanym do wszelkich tajemnic buduaru. Mimo to bywa traktowany przez hrabinę ostro i niesprawiedliwie, co niekiedy mocno przeżywa.
- Madame de Plonge (Alison Steadman) - największa rywalka hrabiny, sytuuje się w dworskiej hierarchii poniżej niej i z tego powodu niekiedy musi zabiegać o jej względy, lecz w gruncie rzeczy toczy z nią prywatną wojnę pełną złośliwości, pomówień, intryg i fałszywej życzliwości. Podobnie napięte relacje panują między służbą obu dam.
- Eveline de Plonge (Lucy Punch) - młodziutka córka Madame de Plonge, którą matka stara się wprowadzić w świat dworskiego życia. Na pierwszy rzut oka Eveline jest stereotypowym dziewczęciem ze swojej epoki: naiwnym, subtelnym i delikatnym. Przy bliższym poznaniu wychodzą z niej jednak cechy bardziej właściwe jej dzisiejszym rówieśnikom, takie jak skłonność do dosadnego języka, upodobanie do pikantnych historii czy po prostu szalonych miłosnych przygód.
- Maria Antonina (Elizabeth Berrington) - historyczna Maria Antonina została sportretowana jako młoda i niezbyt inteligentna dziewczyna, często zachowująca się wręcz dziecinnie i mająca spore kłopoty z wysławianiem się w jakimkolwiek języku innym niż jej ojczysty niemiecki. Na każdym kroku towarzyszy jej nieco znudzony doradca (w tej roli Julian Rhind-Tutt), pomagający jej funkcjonować na dworze, a nawet komunikować się z francuskojęzycznym otoczeniem.

## Tytuł
Oryginalny tytuł serialu (Let Them Eat Cake) stanowi ugruntowaną w brytyjskiej historiografii i kulturze wersję francuskiego zdania Qu'ils mangent de la brioche, co po polsku tłumaczy się jako Niech jedzą ciastka! Zdanie to przypisywane jest Marii Antoninie, która miała zareagować tak na wieść, że francuskiemu ludowi brakuje chleba. O ile nie ma pewności co do autentyczności tego cytatu, stanowi on lapidarny obraz kompletnego oderwania od rzeczywistości, w jakim żyły ówczesne francuskie elity władzy, co zresztą ukazane jest w serialu z dużą dozą złośliwości. W polskim tłumaczeniu tytułu ten historyczny kontekst został zupełnie pominięty.